# 南隆州
南隆州，唐朝时设置的州。
武德四年（621年）分交州义廉县、封溪县、隆平县设置隆州，治所在义廉县（今越南河内市山西市社）。属于宋州总管府。武德五年（622年），改属交州都督府，武德六年（623年），改隆州置南隆州。貞觀元年（627年）废南隆州、义廉县、封溪县，隆平县改属交州。